# Bergen (Saxe)
Pour les articles homonymes, voir Bergen.

Bergen  est une commune de Saxe (Allemagne), située dans l'arrondissement du Vogtland, dans le district de Chemnitz.